# ويليام قاي وول
ويليام قاي وول (بالإنجليزية: William Guy Wall)‏ هو رسام أمريكي، ولد في 1792 في دبلن في جمهورية أيرلندا، وتوفي بنفس المكان في 1864.